# Unterseeboot 531
L'Unterseeboot 531 (ou U-531) est un sous-marin allemand utilisé par la Kriegsmarine pendant la Seconde Guerre mondiale

## Historique
Après sa période formation à Stettin dans la 4. Unterseebootsflottille jusqu'au 31 janvier 1943, l'U-531 est affecté à une unité de combat à la base sous-marine de Lorient, dans la 2. Unterseebootsflottille.
Le 22 avril 1943, alors que l'U-531 vient de quitter Kiel pour rejoindre la meute de loups gris Fink, il est attaqué deux fois par des avions venant d'Islande, qui lui causent des dommages mineurs. La première attaque est celle d'un hydravion britannique Consolidated PBY Catalina de l'escadrille Sqdn 190/S à 15 heures 29 et la seconde attaque celle d'un bombardier britannique Boeing B-17 Flying Fortress de l'escadrille Sqdn 206/D à 22 heures.
L'U-531 est coulé le 6 mai 1943 dans l'Atlantique nord au nord-est de Terre-Neuve, à la position géographique de 52° 48′ N, 45° 18′ O, par des charges de profondeur lancées du destroyer britannique HMS Vidette.
Les 54 hommes d'équipage meurent dans cette attaque.

## Affectations successives
- 4. Unterseebootsflottille du 28 octobre 1942 au 31 mars 1943
- 2. Unterseebootsflottille du 1er avril 1943 au 6 mai 1943

## Commandement
- Oberleutnant, puis Kapitänleutnant Herbert Neckel du 28 octobre 1942 au 6 mai 1943

## Navires coulés
L'U-531 n'a, ni coulé, ni endommagé de navire au cours de son unique patrouille.

## Sources
- (en) Cet article est partiellement ou en totalité issu de l’article de Wikipédia en anglais intitulé « German submarine U-531 » (voir la liste des auteurs).
- U-531 sur Uboat.net